# Орден князя Прибины
Орден князя Прибины (словац. Rad kniežaťa Pribinu) — высшая государственная награда Первой Словацкой республики.
Учрежден 8 мая 1940 года президентом первой Словацкой республики Й. Тисо в честь первого правителя Словакии князя Прибины, первого князя Нитранского княжества (825—833 гг.) и первого князя Блатенского княжества (840—860 гг.).
Орденом награждали как за гражданские, так и за военные заслуги.

## Степени ордена
Орден делился на пять степеней и имел орденскую цепь.
1. Цепь (словац. Reťaz Radu kniežaťa Pribinu)
2. Большой крест (словац. Veľkokríž Radu kniežaťa Pribinu)
3. Великий офицер (словац. Veľkodôstojnícky kríž Radu kniežaťa Pribinu)
4. Командор (словац. Veliteľský kríž Radu kniežaťa Pribinu)
5. Офицер (словац. Dôstojnícky kríž Radu kniežaťa Pribinu)
6. Кавалер (словац. Rytiersky kríž Radu kniežaťa Pribinu)

С 4 марта 1942 года к знаку ордена за военные заслуги крепились скрещенные мечи.

## Знаки ордена
Знак ордена был золотым для четырёх высших степеней и серебряным для последней и представлял собой крест, каждая сторона которого состояла из четырёх лучей с заостренными концами. В углах креста помещены по три горы со словацкого герба, увенчанные Словацким двойным крестом. В центральном медальоне — погрудное изображение князя Прибины, повернутое влево. В верхней части креста располагался узел из трех поленьев, переплетенных лентой, который у наград с мечами заменялся венком с наложенными на него скрещенными мечами. На реверсе ордена была изображена церковь в Нитре, на фоне солнечного сияния. Вокруг него располагалась латинская надпись: «Saeculo nono instante fundavit» («Основан в девятом веке»).
Звезда ордена — восьмиконечная, с расходящимися от центра лучами выполнена из позолоченного серебра. На лицевой стороне в центре расположен многогранный медальон со знаком ордена.
Звезда выдавалась удостоенным цепи, большого креста и большого офицерского креста. Знак Большого креста носился на ленте через плечо, знаки великих офицеров и командоров носились на шейной ленте, знак офицера и рыцаря носились на ленте на груди.
Лента ордена — розово-красная, с узкой синей полоской посередине.

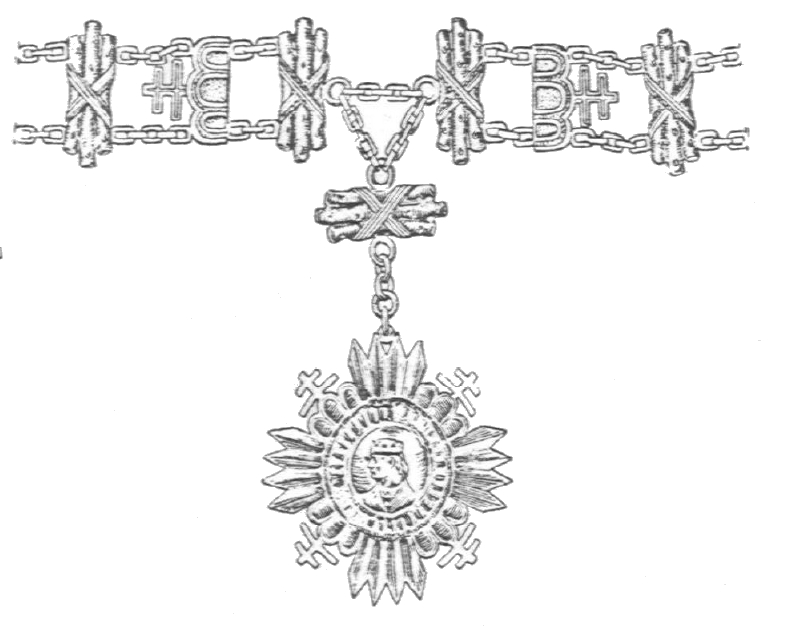
Цепь ордена
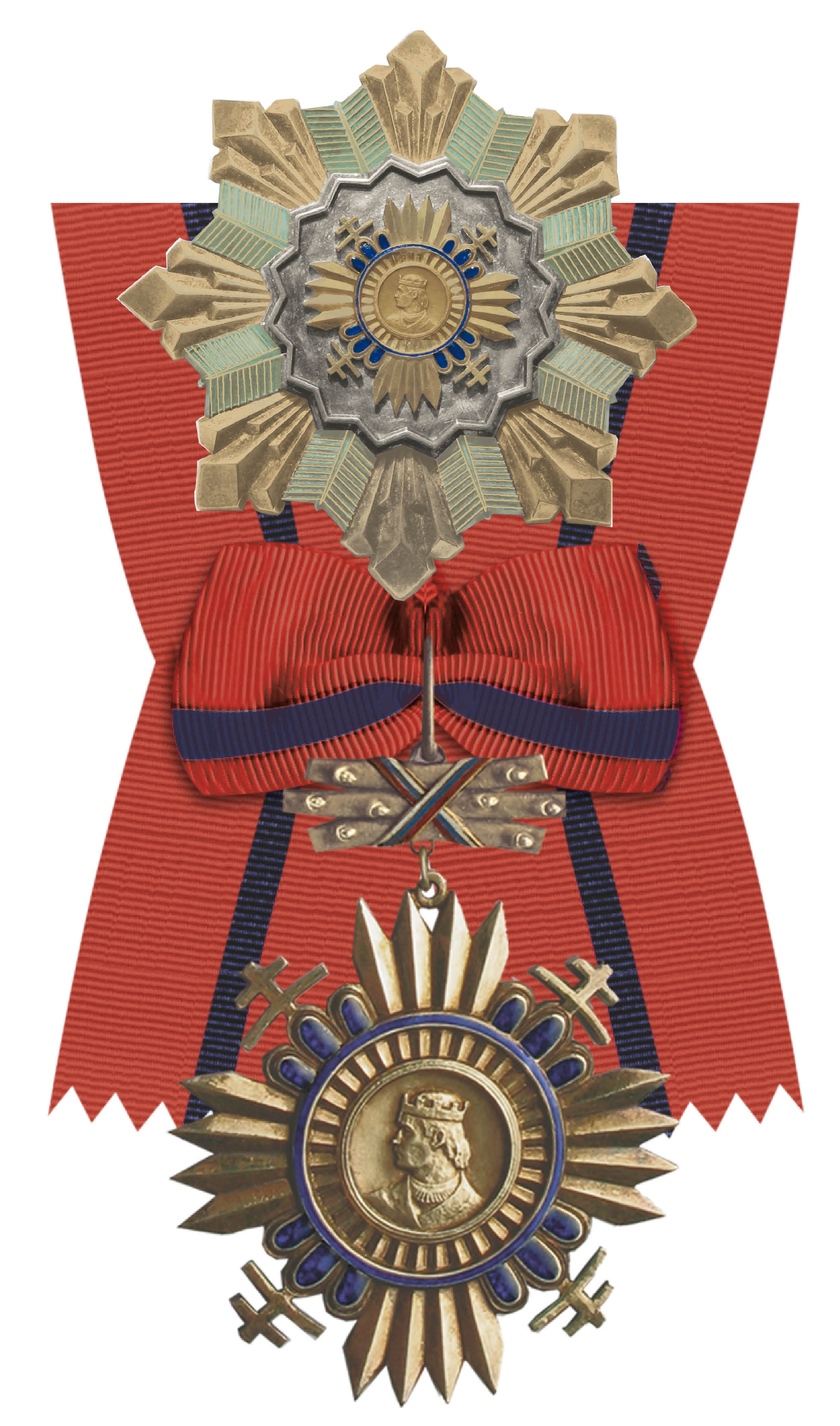
Большой крест
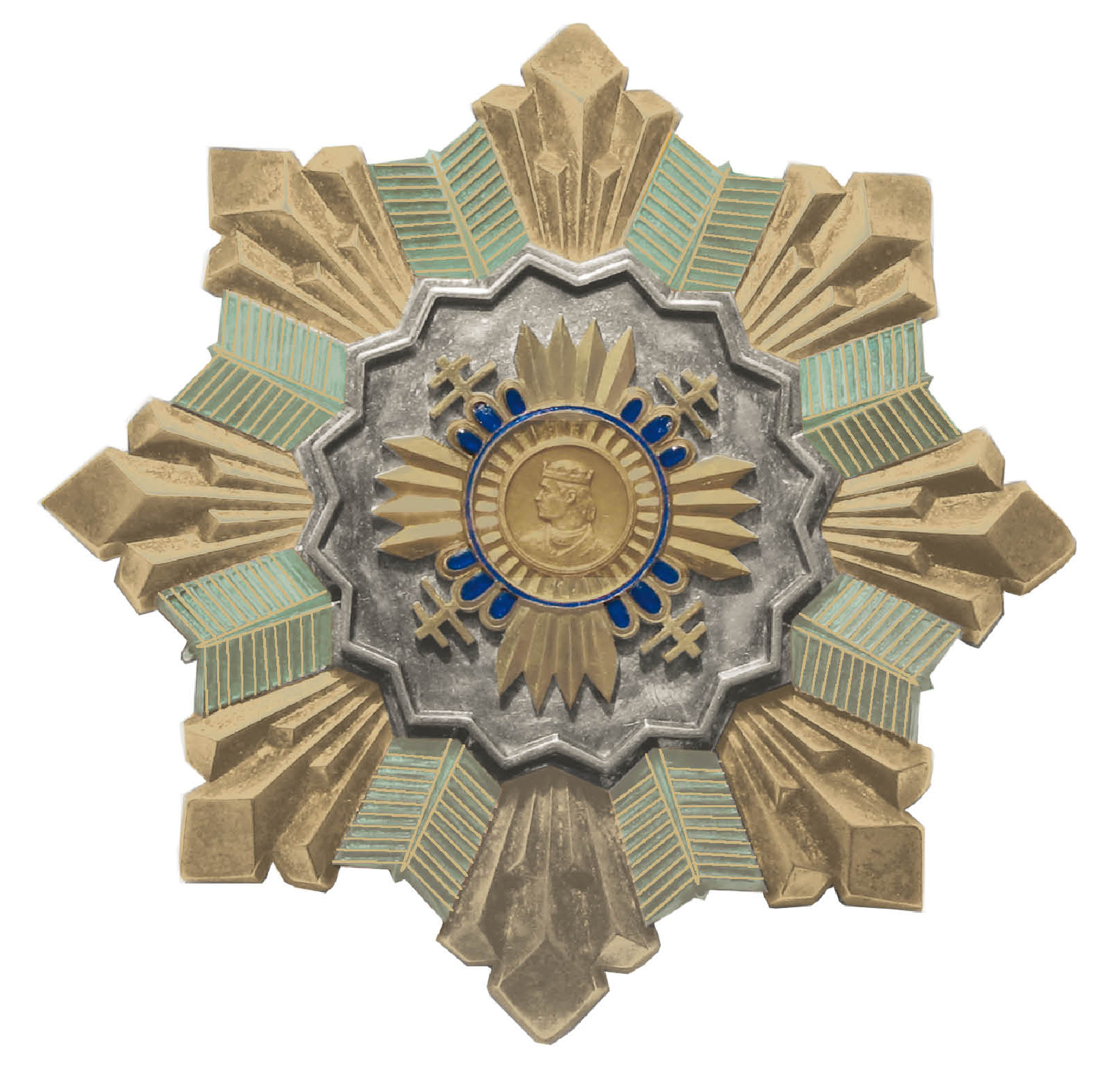
Звезда
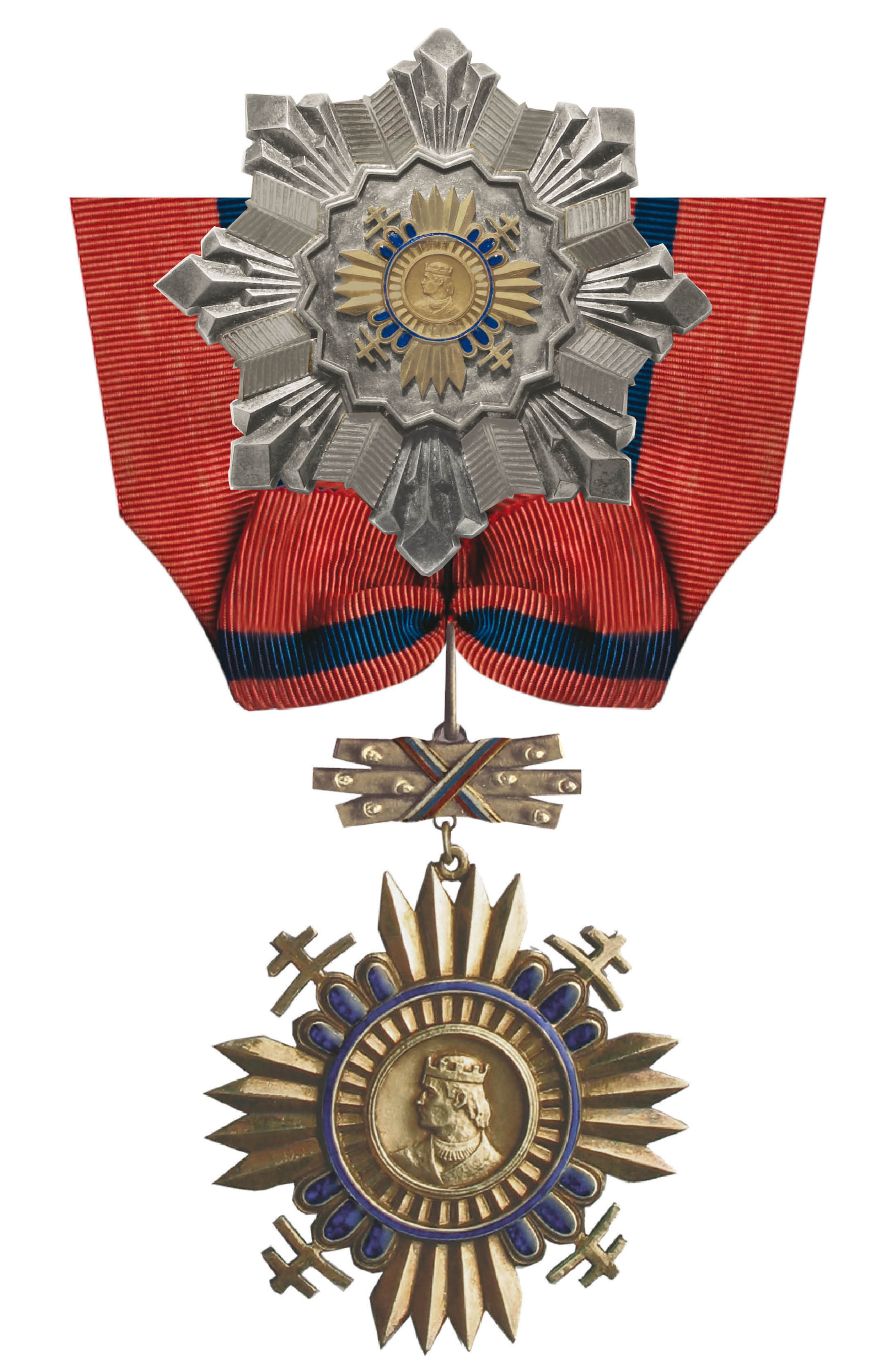
Знаки Великого офицера
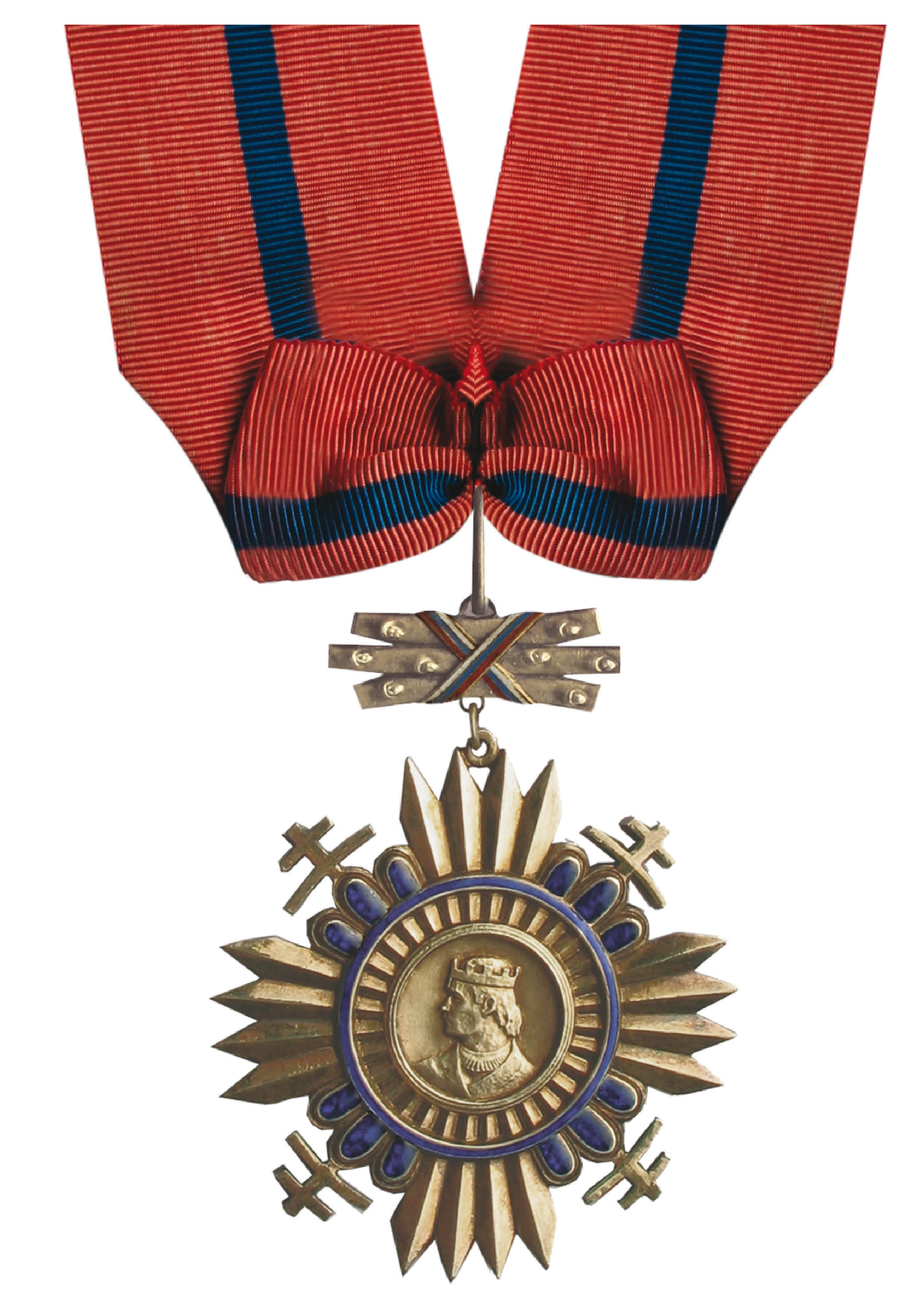
Знаки командора
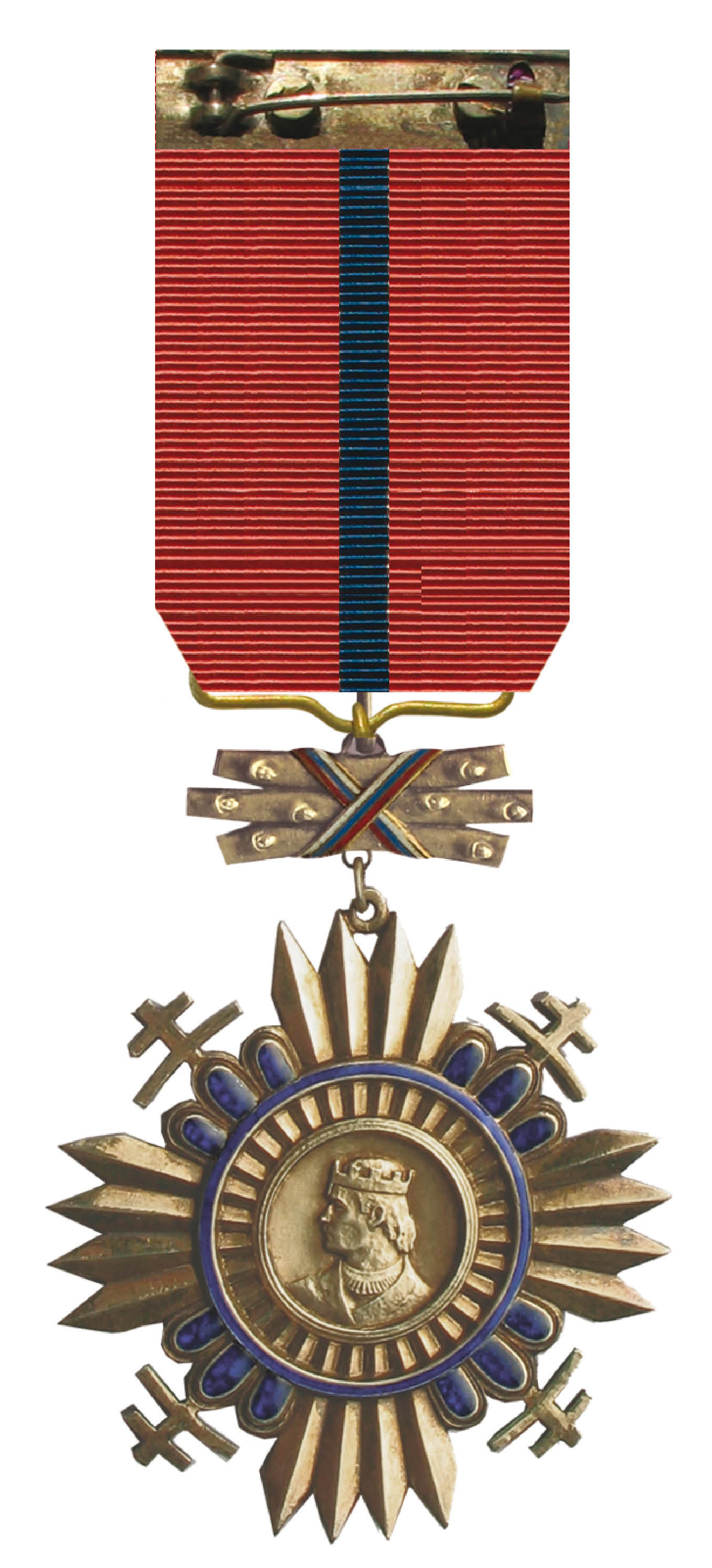
Знак офицера
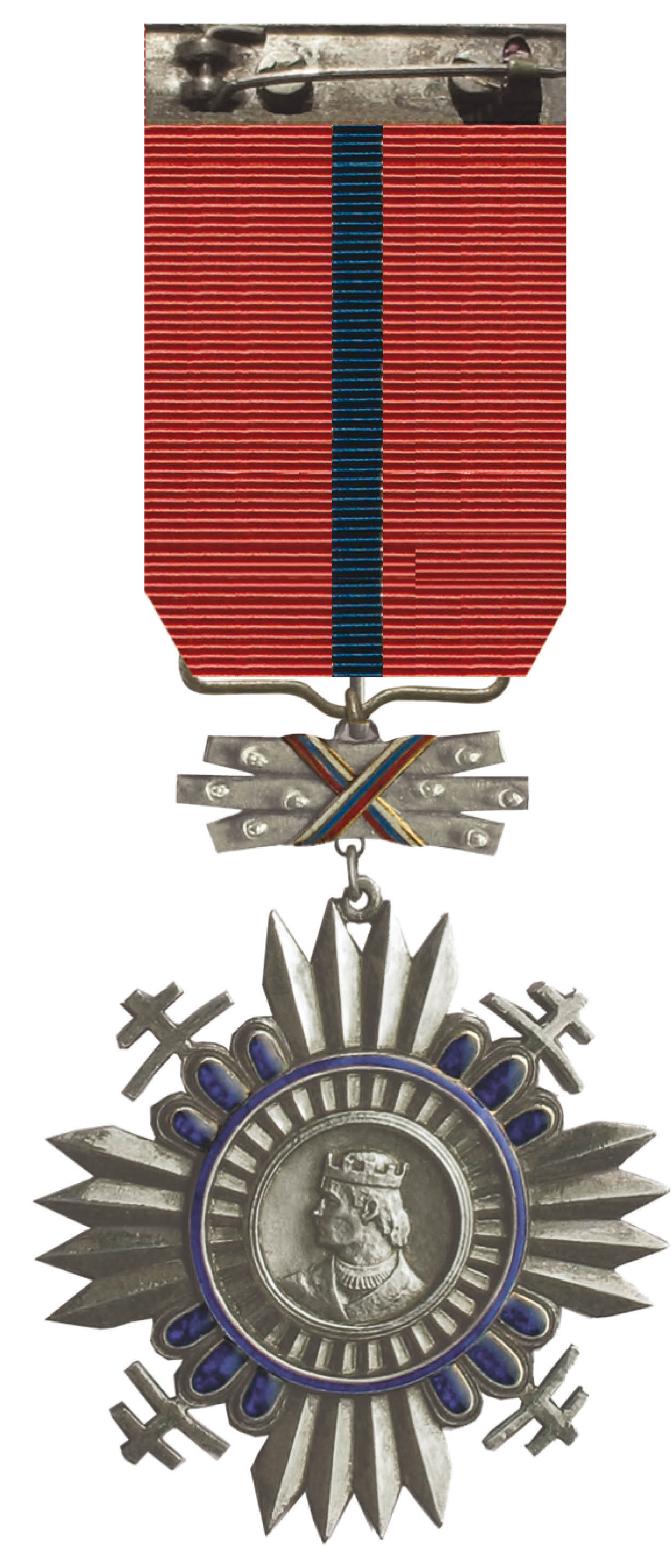
Знак кавалера
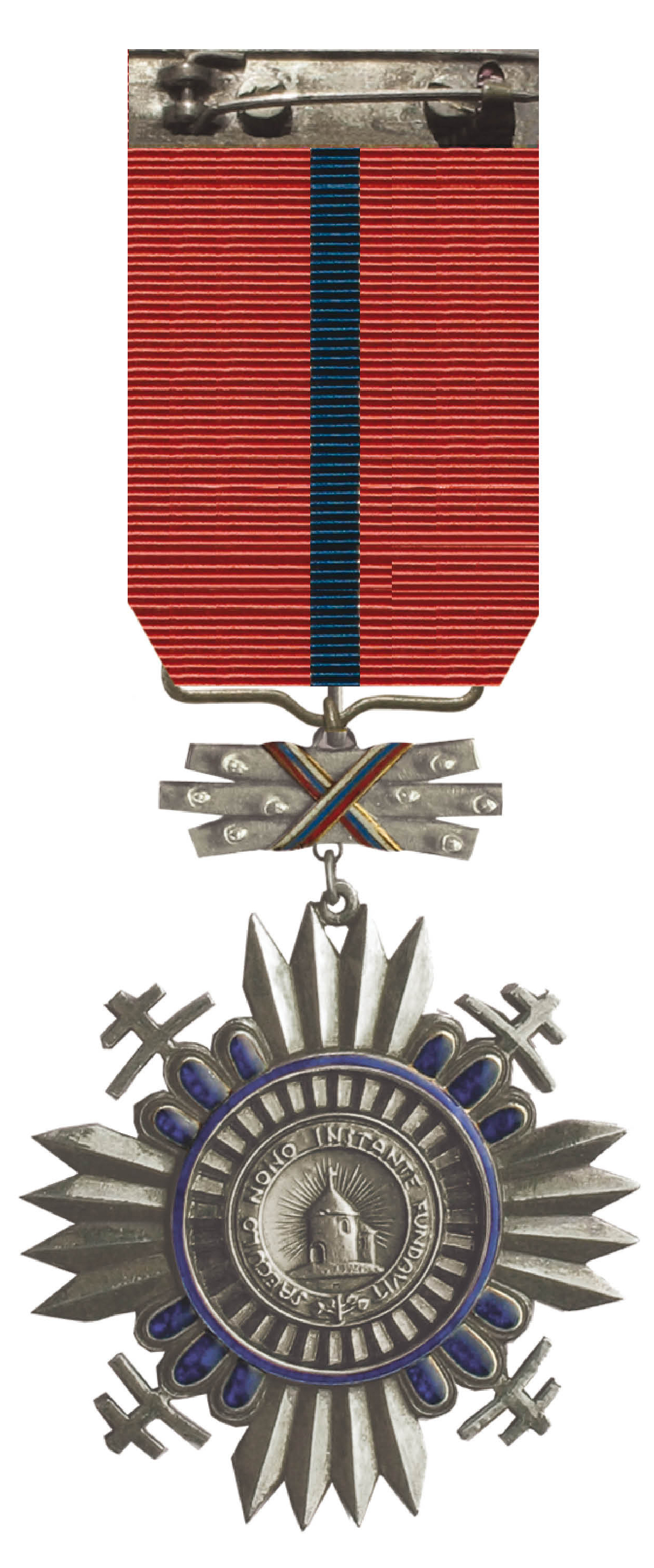
Реверс знака кавалера

## Награждения
В основном, орденом награждали высокопоставленных немецких и итальянских деятелей.
Цепью ордена были награждены: короли Румынии Кароль II и Михай I, царь Болгарии Борис III и министр иностранных дел Германии Иоахим фон Риббентроп.